# Real Cinema
El Real Cinema o Cine de la Ópera va ser una sala de cinema situada a la plaça d'Isabel II (Madrid). Va obrir les portes a Madrid el 15 de maig de 1920i fou inaugurat per Alfons XIII projectant-se la pel·lícula Francia Pintoresca, El cuarto número 23, La hija del Plata i les Vacaciones de Solly. Amb una capacitat per a 1000 butaques, 54 llotges es va convertir en un dels majors cinemes en tot Espanya.

## Història

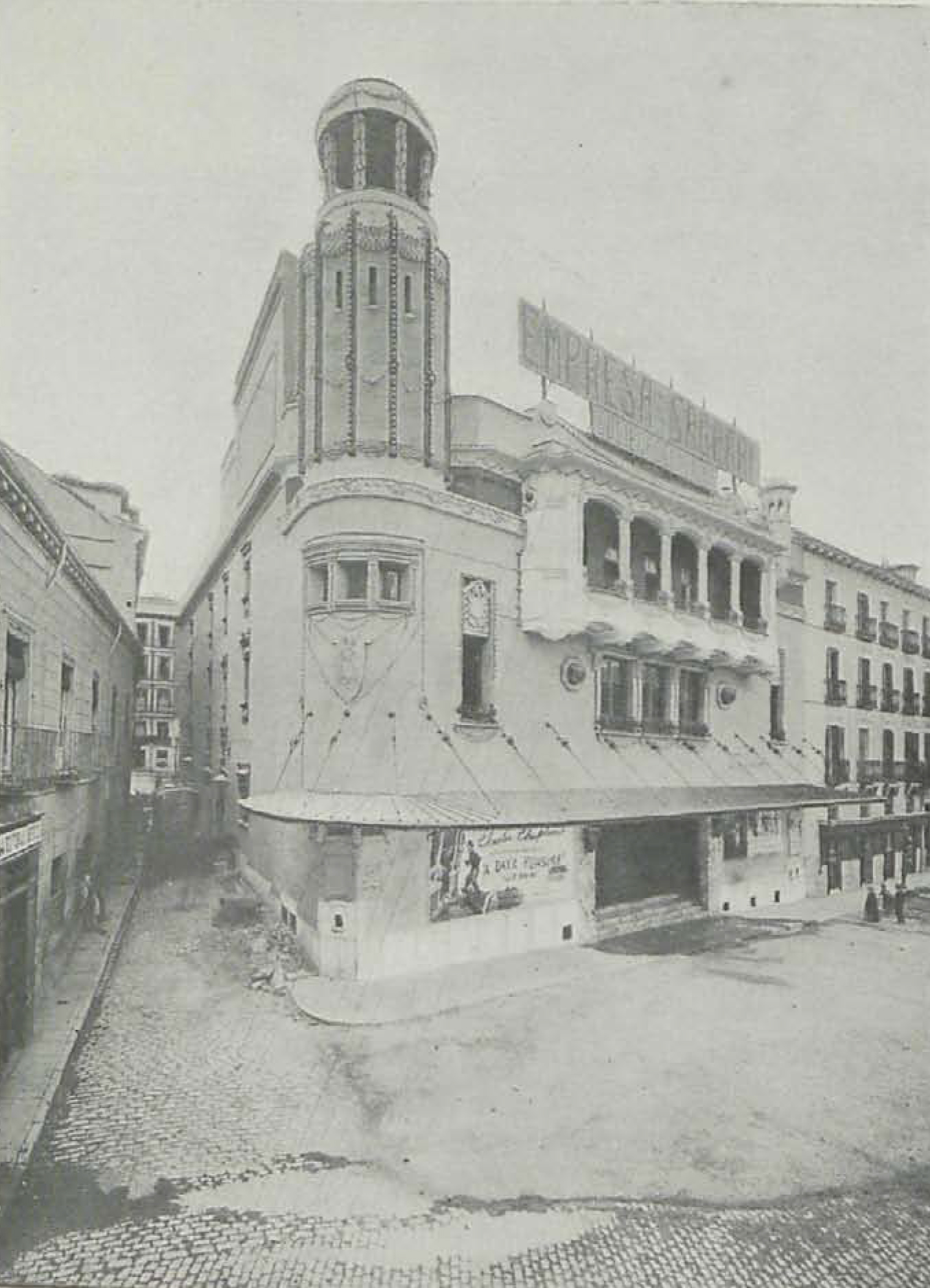
Edifici fins 1921

Obra de l'arquitecte Teodoro Anasagasti va tenir un cost de més de dos milions de pessetes i va ser finançat per l'empresa Segarra. En 1923 va ser remodelat en la part de la terrassa, per a instal·lar un cinema d'estiu a l'aire lliure amb capacitat per a 800 localitats. Després de l'arribada de la II República canvia el seu nom al de Cinema d'Òpera. Al començament de la Guerra Civil una bomba incendiària ocasió danys en l'estructura de l'edifici. El cinema va ser de nou obert en 1943.
El pas dels anys va fer que l'edifici es demolís i fos reconstruït entre els anys 1964 i 1965. En 1967 va inaugurar la sala de cinerama. Anys més tard es tornaria a remodelar per a allotjar 1.400 butaques. L'any 1992, la companyia propietària de l'edifici, Real Cinema Actividades Cinematográficas, encarrega a l'arquitecte Gilbert López-Atalaya una nova remodelació per a allotjar multicines. En total es van construir quatre sales amb la major amb 400 butaques i les altres tres sumant 670 localitats. Actualment només funciona com a sala de teatre. El Teatro Real Cinema es troba en la Plaça d'Isabel II.